# Wino (kolor w kartach)

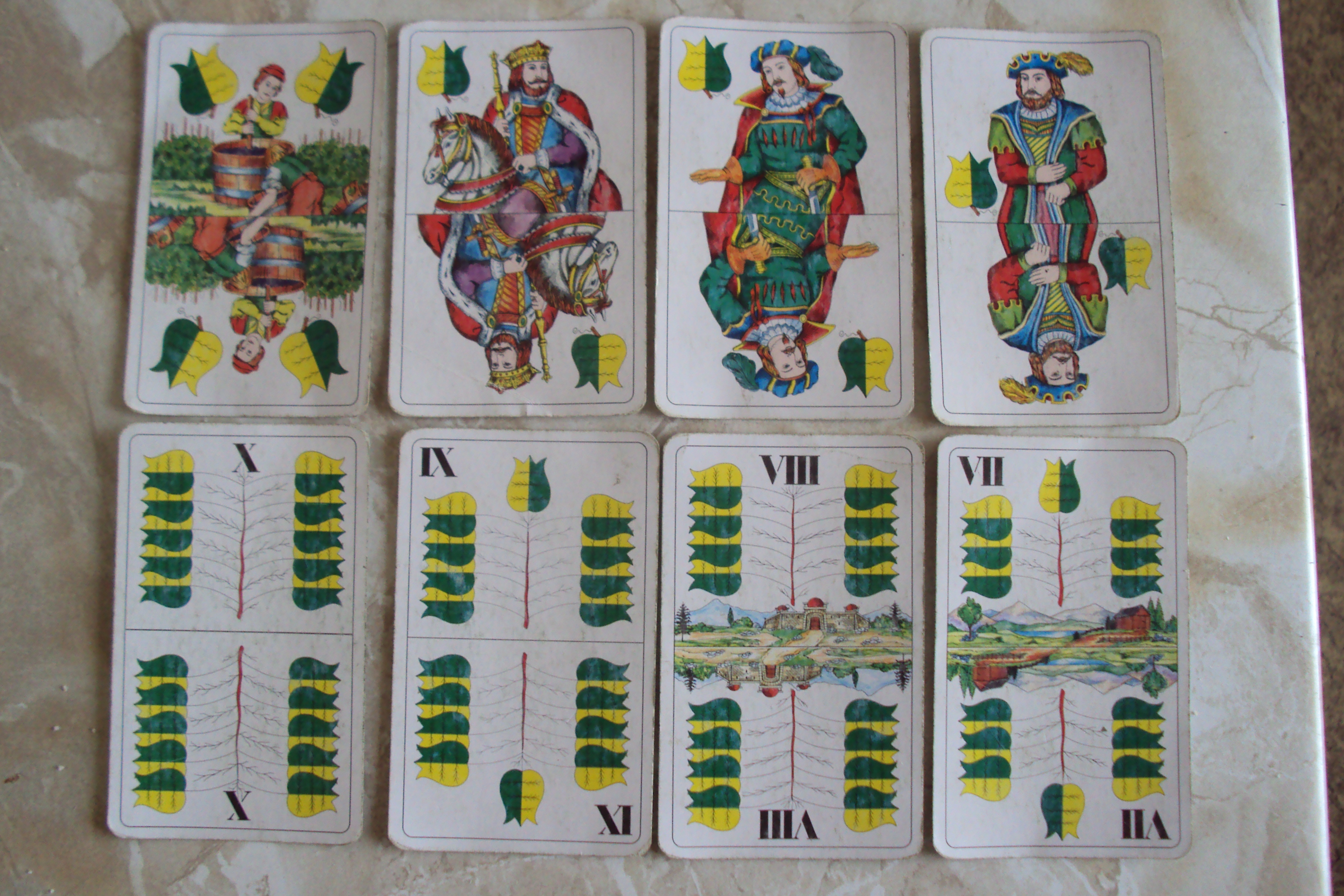
Wina z talii Cztery pory roku

 Wino, grin (niem. Laub) – jeden z czterech kolorów w kartach wzoru niemieckiego, którego odpowiednikiem w kartach francuskich jest pik.
Wino jest najmłodszym kolorem w tysiącu. W drużbarcie natomiast szóstka winna zwana dolą jest najstarszą kartą.